# 몽골-카자흐스탄 관계
몽골–카자흐스탄 관계는 몽골과 카자흐스탄 간의 양자 관계를 의미한다. 두 국가는 카자흐스탄이 소련으로부터 독립한 후인 1992년 1월 22일에 외교 관계를 수립하였다.
몽골의 카자흐스탄 주재 대사관은 1992년 9월, 알마티에 개설되었으며, 2010년 아스타나에서 운영을 시작하였다. 카자흐스탄의 몽골 주재 외교 대표부는 1992년 울란바토르에 개설되었으며, 2007년 1월 1일에 대사관으로 승격되었다.

## 정치 협력
1993년 10월, 당시 대통령 누르술탄 나자르바예프는 몽골을 처음으로 공식 방문하였다. 2003년에는 몽골 국가대후랄과 카자흐스탄 마질리스 간 협력에 관한 프로토콜이 체결되었다. 몽골 대통령 나차깅 바가반디의 카자흐스탄 첫 공식 방문은 1998년에 이루어졌다. 나자르바예프는 2008년 여름 몽골 공식 방문 중 양국 관계 발전에 대한 공헌으로 몽골 최고 훈장인 에르데네 오치르 훈장 ("귀중한 지팡이")을 수여받았다. 1991년 외교 관계 수립 이후 두 국가는 50건 이상의 양자 조약과 협정을 체결하였다.
2019년 10월, 몽골 총리 오흐나깅 후렐수흐가 누르술탄을 방문하여 카자흐스탄 총리 아스카르 마민과 회담을 가졌다. 이는 25년 만에 이루어진 몽골 총리의 첫 방문이었다.
2021년 10월, 몽골 외교부 장관 바트뭉흐 바트체첵이 아스타나 (당시 누르술탄)을 방문하여 카자흐스탄 대통령 카심조마르트 토카예프와 회담을 가졌다.

## 무역 및 경제 관계
양자 협력을 강화하기 위해 카자흐스탄-몽골 무역, 경제, 과학, 기술, 문화 협력 정부간 위원회가 설립되었다. 카자흐스탄 재무부에 따르면 2017년 무역액은 6,820만 달러에 달하였다.
카자흐스탄의 몽골 수출 주요 품목은 담배, 시가, 라이터, 위생·위생용품, 밀과 밀-호밀가루, 석유이다.
몽골의 카자흐스탄 수입 주요 품목은 동물 및 식물 제품, 섬유 및 섬유제품, 목재, 제재목, 펄프, 종이이다.

### 항공우주
카자흐스탄과 몽골의 항공우주 협력은 2024년 몽골 민간 기업에 중해상도 위성을 수출하는 계약 체결로 확대되었다. 이 거래는 카자흐스탄의 첫 위성 수출로, 초기 국내 위성 별자리 프로젝트에 추가되는 의미를 가졌다. 몽골 위성의 발사는 2028년경으로 예상된다. 2025년 4월 10일, 카자흐스탄 관계자들은 유엔 틀 안에서 진행 중인 협상을 포함하여 우주 기술 분야에서의 보다 광범위한 국제 협력을 강조하였다.